# Le nuvole
Albums de Fabrizio De André
Crêuza de mä
(1984) Anime salve
(1996)
Le nuvole (en français : Les Nuages) est le quatorzième album du chanteur italien Fabrizio De André paru le 26 septembre 1990 chez la maison de disques Ricordi.

## Titres de l'album
Sauf mention, les textes et les musiques sont de Fabrizio De André et Mauro Pagani :
| No | Titre                   | Auteur                                       | Durée |
| -- | ----------------------- | -------------------------------------------- | ----- |
| 1. | Le nuvole               |                                              | 2:16  |
| 2. | Ottocento               |                                              | 4:56  |
| 3. | Don Raffaè              | De André/Massimo Bubola - De André/Pagani    | 4:08  |
| 4. | La domenica delle salme |                                              | 7:35  |
| 5. | Mégu megún              | De André/Ivano Fossati - De André/Pagani     | 5:22  |
| 6. | La nova gelosia         | chanson napolitaine anonyme du XVIIIe siècle | 3:04  |
| 7. | Â çímma                 | De André/Ivano Fossati - De André/Pagani     | 6:18  |
| 8. | Monti di mola           |                                              | 7:45  |